# Nikolay Olyunin
Nikolay Igoryevich Olyunin, né le 23 octobre 1991, est un snowboardeur russe qui a remporté la médaille d'argent dans l'épreuve du cross aux Jeux olympiques d'hiver de 2014 à Sotchi.